# Emil Jančev
Emil Emilov Jančev (in bulgaro Емил Емилов Янчев?; Varna, 8 febbraio 1999) è un calciatore bulgaro, centrocampista del Sportist.

## Carriera

### Club
Cresciuto nel settore giovanile del Černo More Varna, ha esordito in prima squadra il 1º maggio 2017 disputando l'incontro di Părva liga perso 4-0 contro il Ludogorec.

### Nazionale
Ha giocato nelle nazionali giovanili bulgare Under-18 ed Under-19.

## Statistiche

### Presenze e reti nei club
Statistiche aggiornate al 30 luglio 2021.
| Stagione                | Squadra                 | Campionato              | Campionato | Campionato | Coppe nazionali | Coppe nazionali | Coppe nazionali | Coppe continentali | Coppe continentali | Coppe continentali | Altre coppe | Altre coppe | Altre coppe | Totale | Totale |
| Stagione                | Squadra                 | Comp                    | Pres       | Reti       | Comp            | Pres            | Reti            | Comp               | Pres               | Reti               | Comp        | Pres        | Reti        | Pres   | Reti   |
| ----------------------- | ----------------------- | ----------------------- | ---------- | ---------- | --------------- | --------------- | --------------- | ------------------ | ------------------ | ------------------ | ----------- | ----------- | ----------- | ------ | ------ |
| mag. 2017               | Černo More Varna        | 1L                      | 3          | 0          |                 | -               | -               |                    | -                  | -                  |             | -           | -           | 3      | 0      |
| 2017-2018               | Černo More Varna        | 1L                      | 8          | 0          | CB              | 0               | 0               |                    | -                  | -                  |             | -           | -           | 8      | 0      |
| 2018-2019               | Černo More Varna        | 1L                      | 2          | 0          | CB              | 1               | 0               |                    | -                  | -                  |             | -           | -           | 3      | 0      |
| 2019-2020               | Černo More Varna        | 1L                      | 11         | 0          | CB              | 1               | 0               |                    | -                  | -                  |             | -           | -           | 12     | 0      |
| 2020-2021               | Černo More Varna        | 1L                      | 8          | 0          | CB              | 1               | 0               |                    | -                  | -                  |             | -           | -           | 9      | 0      |
| Totale Černo More Varna | Totale Černo More Varna | Totale Černo More Varna | 32         | 0          |                 | 3               | 0               |                    | -                  | -                  |             | -           | -           | 35     | 0      |
| 2021-2022               | Lokomotiv Plovdiv       | 1L                      | 1          | 0          | CB              | 0               | 0               | UECL               | 2                  | 0                  |             | -           | -           | 3      | 0      |
| Totale carriera         | Totale carriera         | Totale carriera         | 33         | 0          |                 | 3               | 0               |                    | 2                  | 0                  |             | -           | -           | 38     | 0      |